# Orexa
Orexa en basque ou Oreja en espagnol est une commune du Guipuscoa dans la communauté autonome du Pays basque en Espagne.

## Étymologie
Jusqu'à 1987 la commune a été officiellement appelée Oreja. En juin de cette année la commune changement officiellement sa dénomination par Orexa. Cette modification a été finalement publiée dans le BOE  en avril 1989.
Orexa est le nom de la commune en basque. Le nom de la commune n'a aucune relation avec l'oreille de l'anatomie humaine, puisqu'il n'y a aucune référence qui l'indique. L'étymologie du nom de cette ville n'est pas du tout claire. Quelques linguistes pensent qu'il peut provenir du nom Beraxa basco-navarrais haut-médiéval.

## Géographie
Orexa est situé à l'est du Gipuzkoa, dans une zone montagneuse limitrophe avec la Navarre.
Elle se situe à 38 km de sa capitale, Saint-Sébastien et à 12 km de Tolosa. Orexa appartient à la comarque de Tolosaldea.
Elle se trouve sur le flanc, à mi-hauteur, de la montagne Uli, à 421 m d'altitude. On accède à travers un chemin vicinal qui sort à gauche de la route nationale N-240 (Tolosa-Pampelune), une fois traversé le village voisin de Lizarza.

### Quartiers
Son noyau urbain est très réduit, en se limitant pratiquement à la mairie, l'église paroissiale et un fronton de construction récente. Ce petit noyau reçoit le nom d'Errebote Plaza (Place du Rebot).
La plus grande partie de la population d'Orexa vit dans les fermes dispersées sur le territoire municipal. Ces fermes sont groupés en plusieurs quartiers. Le quartier formé par ces fermes groupées dans une zone plus haute que l'Errebote, le long de l'ancien chemin Gaztelu et de l'ermitage de San Marcos reçoivent le nom dIntxaurpe. Ceux situés dans la zone plus basse que la commune ont le nom dElbarrene.
D'autres petits quartiers formés par quelques fermes sont Belizturri, Beorte, Legasa, Narbaitzu et Sarregi.
Durant les dernières années on a construit un quartier de maisons nouvelles collé au noyau du village. Ce quartier est appelé Urrutxugain.
Oreja possède une petite enclave de terrain pentu situé à l'est du reste du territoire municipal appelé Zotzune.

## Localités limitrophes
Orexa est limité à l'ouest par Lizarza, au sud par la vallée navarraise d'Araiz, à l'est par l'enclave d'Uli, appartenant à Gaztelu, avec l'enclave d'Orunbe, appartenant à Lizarza et par Berastegi, au nord par Gaztelu et par l'enclave d'Anakar, appartenant à Lizarza.
La petite enclave de Zotzune est limitée par la commune navarraise d'Areso, et par les enclaves d'Orunbe Lizarza et d'Uli de Gaztelu.

## Histoire
L'histoire d'Orexa a été liée à ville de Tolosa, capitale régionale, dont elle a dépendu entre 1374 et 1845, date à laquelle elle a acquis l'indépendance et a été constitué en commune.

## Économie
Dans la commune il y a peu d'activité économique en dehors des bars-restaurants, de quelques exploitations agricoles et les services que rend la commune elle-même (mairie, garderie, etc.)
Selon des données statistiques de 2001, 68 % de la population de plus de 16 ans était active. Dans cette population active le taux de chômage était très faible (2 %), en y ayant seulement un habitant inscrit dans les listes du chômage.
15 % des orexarras travaillaient dans leur propre commune, bien que le reste venait des populations voisines. Par branches d'activité, il y avait 13 % d'habitants consacrés à l'agriculture, 23 % travaillant dans l'industrie, 6 % dans la construction et 58 % restants dans le secteur des services.
En 1999 il y avait 30 exploitations agricole-élevage recensées à Orexa. La plupart d'entre elles sont exploitées comme exploitations familiales et source de revenus complémentaire.

## Héraldique
|  | Les armes de Orexa se blasonnent ainsi : d'or à un coq de gueules. |

## Administration
Liste des maires :
2011 : Eneko Maioz Ganboa (Bildu) 
2007 : Unai Elola Atxega (EAE-ANV)
2003 : Aritz Luloaga Malkorra (Orexarrak Bidean)
1999 : Miren Nekane Malkorra Beristain (Euskal Herritarrok) 
1995 : Joseba Imanol Elola Loidi (Independientes) 
1991 : José Antonio Iturrioz (HB) 
1987 : Mikel Atxega Malkorra (HB)
1983  : Francisco Javier Iturrioz (HB) 
1979 : Joxe Atxega Olasagasti (Agrupación de electores)
La commune est connue comme la plus abertzale du Pays basque avec 100 % des voix pour EH Bildu lors des élections générales de 2016.

## Démographie
| 1900 | 1910 | 1920 | 1930 | 1940 | 1950 | 1960 | 1970 | 1981 | 1991 | 2000 | 2005 | 2007 |  |
| ---- | ---- | ---- | ---- | ---- | ---- | ---- | ---- | ---- | ---- | ---- | ---- | ---- |  |
| 223  | 220  | 205  | 199  | 181  | 181  | 198  | 145  | 108  | 78   | 80   | 89   | 115  |  |

Orexa est une commune rurale, qui est restée en marge de l'industrialisation des localités des voisines, ce qui a contribué à son dépeuplement, mais aussi au maintien de modes de vie traditionnels et d'un beau paysage rural et très bucolique. Durant les deux dernières années elle a eu une augmentation significative de population grâce à la construction de nouveaux logements.

## Patrimoine

### Patrimoine civil
- La Casa Consistorial est le bâtiment civil le plus remarquable du village. Il se distingue des autres fermes du village par le porche et le blason.
- Monument aux morts pour Orixe.

### Patrimoine religieux
- L'église paroissiale (Santa Kutz) du XVIe siècle garde un tabernacle intéressant dans son intérieur.

- L'ermitage de San Marcos dans le quartier d'Intxaurpe est un temple d'une simplicité qu'on pense avoir été l'église primitive du village.

## Personnalités
- Nikolas Ormaetxea, Orixe: poète en langue basque dont une de ses œuvres est le poème épique Euskaldunak. Il existe un monument en son honneur dans le village.

## Légendes
À la fin du XVIe siècle, on célébrait les akelarre dans une grotte du mont Uli.

### Sources
- (es) Cet article est partiellement ou en totalité issu de l’article de Wikipédia en espagnol intitulé « Oreja (Guipúzcoa) » (voir la liste des auteurs).